# 春原羅賓遜
春原羅賓遜（日語：春原ロビンソン，1986年3月12日—）日本漫畫家，男性。代表作品為《戰勇。》。

## 人物簡介
曾於動畫公司擔任過製片助理，期間因本身體質與壓力等原因，後來辭去工作轉為自由漫畫家。在NICONICO動畫以MAD動畫作品成名，後受到該平臺母公司株式會社多玩國邀請，在當時剛創立的NICONICO漫畫連載『戰勇。』出道。不過該作品本篇已完結，目前半永久連載外傳性質的短篇集《戰勇+》，並於每個月第二與第四個禮拜五在網路更新。
後來更於2013年動畫化，同時在電視與NICONICO動畫都有播出，目前共兩季，合計26集。發行過OST一張與DVD四卷。
除了NICONICO漫畫外，亦於月刊Jump Square連載了『戰勇。』，已完結，單行本共兩冊。但必須注意的是，SQ（Jump Square）與WEB（NICONIO漫畫）版本雖標題相同，且有著相似的角色與世界觀，兩者的走向卻完全不同，作者本人更直接表示過，SQ版本是和WEB版本為平行世界的搞笑漫畫。而後又在NICONICO漫畫以星期三的天狼星名下作品連載了『戰勇。Main Quest』，是依循『WEB戰勇。』內容的紙本規格版本，會有些許的修改，但劇情走向大致與WEB原版本相同，於網路更新，且由講談社出版單行本漫畫。

## 逸話
- 有一個曾夢想過成為聲優的姊姊，在『戰勇。』第一季動畫中以「春原麻里子」一名為角色獻聲過[5]。
- 不幫角色做過於詳細的設定，是因為希望能保持著「感覺他們真的是在哪個世界活著的，而不僅僅是我筆下的創作物。」的心情繼續執筆。
- 不只一次公開表示過，是支持自己的作品被同人二次創作的。但因為覺得害羞所以並不會主動去看。
- 與『陽炎Project』作者Jin（じん，自然の敵P）關係友好，曾一起開過兩人結婚了的玩笑[6]。
  - 曾自稱有七個愛人或者已婚並育有兩子等，在生放送中被讀者問到：「那Jin呢？」的時候表示：「我都忘了這個設定。」
  - 曾說過：「感覺要是哪天真的結婚了，在twitter上報告也不會有人相信我了！」
- 目前經確認為已婚，並有一個孩子（性別未確認），在部落格上表示當年結婚時有發表一則推特「天氣好熱啊，我稍微出去結個婚。」[7]但因為常做類似的言論，當時似乎沒有半個人相信他是真的去結婚。
- 和『青之驅魔師』的作者加藤和惠友好，『戰勇。』主角還曾於該作品露面過一格。
- 與『戰勇。』主角之聲優下野紘會出去一起喝酒，還購買過其寫真書[8]。
- 不時會在twitter或生放送「表明」自己的職業、身份與住所等，例如突然說自己還是個要放暑假的高中生，而且是個偵探，或者其實已經四十多歲等。讀者們多半也很配合。
  - 因生放送時的發言，維基條目中曾被寫下「從事過與建築相關的工作」，本人看到後在推特上表示困惑並否定（「至少訂正成是現任高中生偵探吧！」），結果這段話在日文版中仍被保存了下來。
- 與株式会社スタジオモリケン的森井ケンシロウ為好友，跟對方說了：「幫我做動畫啦。」後得到：「好啊。」這樣的答案，於是促成了がくモン!〜オオカミ少女はくじけない〜的Flash動畫化。

## 作品列表

### 連載中作品
- 戰勇F5（NICONICO漫畫，2019年2月22日 - 連載中）
- 公主殿下，“拷问”的时间到了（擔任原作，少年Jump+2019年4月2日 - 連載中，集英社）中文版由青文出版社代理
- （擔任原作，最強Jump 2020年5月号 - 連載中、集英社）

### 已完結作品
- 戰勇。（NICONICO漫畫，2010年8月27日 - 2011年5月27日）
  - 戰勇。 第二章（NICONICO漫畫，2011年7月1日 - 2013年1月18日）
  - 戰勇。 第三章（NICONICO漫畫，2013年3月1日 - 2014年7月4日）
  - 戰勇。 第四章（NICONICO漫畫，2014年8月22日 - 2015年2月27日）
  - 戰勇。（Jump Square，2012年6月号 - 2013年6月号，集英社。單行本全兩冊）
  - 戰勇。 主線任務 第一章（NICONICO漫畫 星期三的天狼星，2013年8月21日 - 2014年5月14日，講談社。單行本全三冊）中文版由東立出版社代理
  - 戰勇。Main Quest 第二章（NICONICO漫畫 星期三的天狼星，2014年6月25日 - 2017年4月26日，講談社）
  - 戰勇+（NICONICO漫畫，2015年4月10日 - 2019年2月22日）
- 英雄之心（ヒーローハーツ）（裏SUNDAY，2012年4月18日 - 2013年8月19日，小學館。單行本全四冊）中文版由臺灣東販代理
- （Jump Square，2014年5月号 - 2016年2月号，集英社）
  - （NICONICO漫畫 Jump Square，2014年5月2日 - 2015年12月25日，集英社）
- （擔任原作，NICONICO漫畫，2011年6月10日 - 2011年9月16日）
  - （擔任原作，前者的紙本版本，講談社。單行本全兩冊）
  - （擔任原作，月刊少年天狼星，2014年6月26日 - 2015年5月1日，講談社。單行本全兩冊）
- 杉並區討伐公務員～在異世界執勤的人們～（スギナミ討伐公務員〜異世界勤務の人々〜）（擔任原作，作畫為佐藤祐紀、角色協力為、少年Jump+ 2018年2月2日 - 2019年2月27日、集英社）中文版由長鴻出版社代理
- 佐伯同學在睡覺（佐伯さんは眠ってる）（擔任原作，作畫：、Palcy，Pixiv，2018年3月16日 - 2020年2月1日、講談社。單行本全五冊）中文版由青文出版社代理
- （NICONICO漫畫 2021年7月21日 - 10月13日）

### 單篇作品
- （Jump Square，2013年8月号，集英社）

### 其他出版品
- Anime95.2（アニメ95.2）（2010年6月1日 - HARVEST出版。中文版由青文出版社代理）

## 外部連結
- @haruhara 〔春原ロビンソンいんふぉめーしょん〕 （页面存档备份，存于）
- 春原ロビンソン的X（前Twitter）